# Kevin Tano
Kevin Tano (Amsterdam, 5 december 1992) is een Nederlands-Ghanees voetballer die als aanvaller speelt. 

## Carrière
Hij speelde in de jeugd voor CTO '70 en FC Utrecht voor hij in de B1 van Volendam kwam. Tano debuteerde op 15 april 2011 voor FC Volendam, uit tegen Go Ahead Eagles als invaller voor Kees Tol. Aan het begin van het seizoen 2011/12 had hij een basisplaats en bood Volendam hem een driejarig contract aan. Op 25 augustus stapte hij over naar ADO Den Haag dat hem transfervrij over kon nemen omdat Tano nog als amateur bij Volendam speelde. Hij tekende een contract voor vier jaar en werd door ADO meteen verhuurd aan FC Dordrecht.
Daar waar Tano bij FC Volendam verzekerd was van een basisplaats, moet hij het bij FC Dordrecht voornamelijk met invalbeurten doen. Jerrel Hasselbaink haalde hem in juni 2013 transfervrij naar Antwerp FC.
Na een periode bij het Israëlische Maccabi Herzliya ging hij in 2016 in Oostenrijk voor SV Horn spelen. In augustus 2017 ging hij in Finland voor PS Kemi spelen. Daar liep zijn contract eind 2018 af. In september 2019 vervolgde hij zijn loopbaan op Cyprus bij Akritas Chlorakas dat uitkomt in de B' Kategoria.

## Statistieken
| Seizoen | Club             | Land       | Competitie      | Duels | Doelp. |
| ------- | ---------------- | ---------- | --------------- | ----- | ------ |
| 2010/11 | FC Volendam      | Nederland  | Eerste divisie  | 1     | 0      |
| 2011/12 | FC Volendam      | Nederland  | Eerste divisie  | 3     | 0      |
| 2011/12 | ADO Den Haag     | Nederland  | Eredivisie      | 0     | 0      |
| 2011/12 | → FC Dordrecht   | Nederland  | Eerste divisie  | 18    | 0      |
| 2012/13 | → FC Dordrecht   | Nederland  | Eerste divisie  | 3     | 0      |
| 2013/14 | Royal Antwerp FC | België     | Proximus League | 30    | 6      |
| 2014/15 | Royal Antwerp FC | België     | Proximus League | 13    | 1      |
| 2014/15 | Maccabi Herzliya | Israël     | Liga Leumit     | 15    | 3      |
| 2015/16 | Maccabi Herzliya | Israël     | Liga Leumit     | 20    | 1      |
| 2016/17 | SV Horn          | Oostenrijk | 2. Liga         | 14    | 2      |
| 2017    | PS Kemi          | Finland    | Veikkausliiga   | 12    | 1      |
| 2018    | PS Kemi          | Finland    | Veikkausliiga   | 13    | 1      |